# Somalische Nationale Allianz
Die Somalische Nationale Allianz (Somali National Alliance; abgekürzt SNA) war eine Allianz von Kriegsparteien im somalischen Bürgerkrieg, die im Juli 1992 unter der Führung von Mohammed Farah Aidid gebildet worden war. Sie bestand aus dem von Aidid geführten Teil des Vereinigten Somalischen Kongresses, der Somalischen Patriotischen Bewegung unter Siad Hersi, Osman Ali Ato und weiteren im Süden Somalias kämpfenden Parteien. Die SNA stellte sich gegen die ausländische humanitäre Intervention UNOSOM/UNITAF und wurde zum Bollwerk des bewaffneten Widerstandes gegen die UNOSOM II. Etwa 2.000–4.000 SNA-Kämpfer waren in der Schlacht von Mogadischu beteiligt.
Nach dem Tod Mohammed Farah Aidids 1996 wurde dessen Sohn Hussein Mohammed Farah zum Anführer der SNA. Die SNA bildete den Kern des 2001 gegründeten Rates für Versöhnung und Wiederaufbau in Somalia SRRC.